# Eduarda Bordignon
Eduarda Bordignon (Francisco Beltrão, Paraná, 16 de maio de 2000) é uma ciclista brasileira de BMX Freestyle

## Biografia
Ela é bicampeã nacional, 2019 e 2021, foi campeã nacional júnior em 2018.
Em 2017 disputou os mundiais em Chengdu, China, 15º lugar mundial profissional e 4º lugar júnior.
Conquistou a vaga para os Jogos Olímpicos da Juventude, que se realizou em Buenos Aires, em 2018, onde obteve o 6º lugar na competição.
Em 2019, Eduarda além do titulo nacional, obteve o 9º lugar no mundial FISE European Series, realizado em Madrid.
Venceu duas edições do Prêmio Brasil Olímpico, como melhor atleta do ano na modalidade Ciclismo BMX Freestyle, 2017 e 2021, a maior e mais aguardada premiação do esporte nacional, organizada pelo Comitê Olímpico Brasileiro.
Em 2021, além do titulo nacional, obteve o 7º lugar no PanAmericano de BMX Freestyle, realizado em Lima, Peru.